# Sonnenberg (Wertheim)
Sonnenberg ist ein Wohnplatz auf der Gemarkung der Wertheimer Ortschaft Kembach im Main-Tauber-Kreis in Baden-Württemberg.

## Geographie
Der Wohnplatz Sonnenberg befindet sich auf einer Anhöhe etwa 400 Meter nordwestlich bis nördlich von Kembach. Unmittelbar nördlich und östlich nach dem Wohnplatz Sonnenberg folgt die Gemarkungsgrenze zwischen den Wertheimer Ortschaften Kembach und Dertingen.

## Geschichte
Der Wohnplatz kam als Teil der ehemals selbständigen Gemeinde Kembach am 1. Dezember 1972 zur Stadt Wertheim.

## Kulturdenkmale
Kulturdenkmale in der Nähe des Wohnplatzes sind in der Liste der Kulturdenkmale in Wertheim verzeichnet.

## Verkehr
Der Wohnplatz ist über die Sonnenbergstraße zu erreichen. In Kembach besteht ein Anschluss an die K 2879.